# Calophyllum laxiflorum
Calophyllum laxiflorum är en tvåhjärtbladig växtart som beskrevs av Emmanuel Drake del Castillo. Calophyllum laxiflorum ingår i släktet Calophyllum och familjen Calophyllaceae. Inga underarter finns listade i Catalogue of Life.